# Juan Cruz Real
Juan Cruz Real (ur. 8 października 1976 w Tandil) – argentyński piłkarz występujący na pozycji pomocnika lub napastnika, trener piłkarski.